# 15th L'Anniversary Live
『L'Arc〜en〜Ciel 15th L'Anniversary Live』（ラルク アン シエル フィフティーンス・ラニバーサリー・ライブ）は、日本のロックバンド、L'Arc〜en〜Cielのコンサートおよび、それを収録したライブビデオ。

## コンサート

### 概要
「L'Arc〜en〜Ciel 15th L'Anniversary Live」は、L'Arc〜en〜Cielが2006年11月25日・26日に東京ドームで開催した、バンド結成15周年を記念したライブ。各メンバーのソロ活動期間を経たL'Arc〜en〜Cielにとって、2005年9月に開催したライブツアー「ASIALIVE 2005」以来約1年2ヶ月ぶりのライブとなった。
本公演は、タイトルが示すようにL'Arc〜en〜Cielのバンド結成15周年を記念したライブとなっており、＜L'Arc〜en〜Cielの4人が機長を務める『東京ドーム型のタイムマシン』に搭乗し、過去のL'Arc〜en〜Cielを見るためのタイムトラベルを行う＞というコンセプトのもと、ライブ制作が行われている。タイムトラベルというテーマに合わせ、メンバー4人は各コーナーでその時代に使用していた楽器や衣装などを身に着けライブパフォーマンスを行っている。余談だが、前述のタイムマシンは架空の航空会社「パンラル（PAN L'AL）」が製作したという設定となっているが、これはパンアメリカン航空のパロディとして名付けられたものである。なお、本公演のタイトルとなった「L'Anniversary（読み：ラニバーサリー）」は、バンド名と「anniversary（記念日）」を組み合わせた造語となっているが、これは本公演以降に開催した記念ライブでも使われている。
セットリストは、L'Arc〜en〜Cielが15年の間に発表した楽曲から満遍なく選曲したうえで組まれている。また、本公演では新曲として「Bye Bye」が初披露されている。そして今回のライブ開催前には、2006年9月からオフィシャルサイトの特設ページにてファンから演奏曲リクエストを募集している。この投票結果を受け、ランキング上位のうちから一部の楽曲が披露されている（投票結果の詳細は下記項目を参照）。今回演奏した楽曲では、「I'm in Pain」「Voice」「Dune」「All Dead」「White Feathers」「夏の憂鬱 [time to say good-bye]」「the Fourth Avenue Café」が約10年以上ぶりに披露されており、これらの多くはyukihiroがバンドに加入してから初演奏となった。この中でも「I'm in Pain」は、L'Arc〜en〜Cielが結成直後に実施したレコーディングで録音した楽曲で、初代ギタリストのhiroが作曲を担当したものとなっている。余談だが、久々に披露された「All Dead」は、kenのリクエストによりセットリストに組み込まれたという。
この公演を振り返りyukihiroは、自身が加入する前に発表していたL'Arc〜en〜Cielの楽曲を演奏することに関し、最初は抵抗感や恐怖心があったことを示唆している。yukihiroは、2007年に受けた音楽誌のインタビューにおいて「ある程度吹っ切れた部分はありますね。初期の曲（ここでは、自分が加入する前までの楽曲を指します）は、正直言ってあんまりやりたくなかったというのはあるんですが、ああいうライブをやったことで吹っ切れた部分はあります。まぁ過去の曲をやるのは、今でもやっぱり抵抗はあるんですけどね。その時のメンバーでやったほうがいいと思うんですよ、その曲は。僕も経験してるじゃないですか。たとえばZI:KILLだったら僕が抜けた後もやってるけど、やっぱり違う曲になっちゃうんですよ。いい／悪いは別としてね。それが怖かったんですよね。外タレでもそうじゃないですか。誰かが抜けて誰かが入ったライブを観に行って、がっかりしたりすることもあるから。そう思われるのが凄く嫌だし…嫌だというか、怖かった。でもまぁ、ああいうライブやって、昔の曲を今までになくいっぱいやって…頑張ればできるかなぁって（笑）。どうとられるかはわからないけど、楽しんで演奏することはできるなってところまでは行けたかな。いろんな部分で吹っ切れたというのはあると思いますね」と述懐している。
本公演の模様は、2006年12月23日gにWOWOWでダイジェスト放送されている。この番組では、ライブ本編の映像の他、L'Arc〜en〜Cielのメンバー4人へのインタビュー動画が放映されている。また、この放送は日本を含め、世界25ヶ国（日本、中国、香港、台湾、韓国、シンガポール、インドネシア、マレーシア、フィリピン、アメリカ、カナダ、メキシコ、ブラジル、チリ、ドイツ、フランス、イギリス、イタリア、スペイン、ポーランド、オランダ、ベルギー、スウェーデン、オーストリア、スイス、フィンランド、モナコ）で流されている。

### 演出
ステージセット
- 外野スタンド側に設置されたメインステージ、内野スタンドに設置されたサブステージの2箇所。

セット
- メインステージ中央部には、上部に大型LEDビジョンを、メンバー後部には透過型LEDディスプレイを設置。左右には過去のアルバム作品のアートワークをモチーフとしたオブジェを配置。
- サブステージへの移動は、1・2曲目の間の移動がゴーカート、17・18曲目および19・20曲目の間の移動が馬車を模した車で行われた。

### 演奏曲
| 演奏順 | 11月25日 | 11月26日 |
| ------ | --- | --- |
| 1      | the Fourth Avenue Café | the Fourth Avenue Café |
| 2      | Caress of Venus | Caress of Venus |
| 3      | Vivid Colors | Vivid Colors |
| 4      | Lies and Truth | Lies and Truth |
| 5      | 夏の憂鬱 [time to say good-bye] | 夏の憂鬱 [time to say good-bye] |
| 6      | All Dead | All Dead |
| 7      | White Feathers | White Feathers |
| 8      | trick | NEO UNIVERSE |
| 9      | HONEY | HONEY |
| 10     | STAY AWAY | STAY AWAY |
| 11     | metropolis | metropolis |
| 12     | winter fall | winter fall |
| 13     | Pieces | あなた |
| 14     | NEO UNIVERSE | trick |
| 15     | L'Arc〜en〜Ciel PARADE 2006 HEAVEN'S DRIVE DIVE TO BLUE LOVE FLIES 花葬 finale 浸食 〜lose control〜 Anemone flower snow drop HEAVEN'S DRIVE | L'Arc〜en〜Ciel PARADE 2006 HEAVEN'S DRIVE DIVE TO BLUE LOVE FLIES 花葬 finale 浸食 〜lose control〜 Anemone flower snow drop HEAVEN'S DRIVE |
| 16     | Driver's High | Driver's High |
| 17     | Shout at the Devil | いばらの涙 |
| 18     | I'm in Pain | Dune |
| 19     | Dune | Voice |
| 20     | New World | New World |
| 21     | 自由への招待 | 自由への招待 |
| 22     | 瞳の住人 | 叙情詩 |
| 23     | Killing Me | Killing Me |
| 24     | READY STEADY GO | READY STEADY GO |
| 25     | Link | Link |
| 26     | Bye Bye | Bye Bye |
| 27     | 虹 | 虹 |

### 演奏曲目リクエスト結果
（※）は本公演で演奏されなかった楽曲

### その他
- 動員数は2日間の合計で10万9652人（公式発表）。
- チケット料金はS席が8,000円、「PREMIUM SEAT」が50,000円。「PREMIUM SEAT」への入場者には、特典として「iPod shuffle -15th L'Anniversary Model-」（第1世代・512MBモデルベース）が付与された。